# Formica ophthalmica
Formica ophthalmica é uma espécie de formiga do gênero Formica, pertencente à subfamília Formicinae.